# Terrebonne (Canada)
Terrebonne is een stad (ville) in de Canadese provincie Québec.
De plaats telde in 2022 bij de volkstelling 120.893 inwoners.
Terrebonne is een voorstad van Montréal, gelegen aan de noordoever van de Rivière des Mille Îles, een tak van de Ottawarivier. Er ligt een monumentale dam in de rivier, deze dient om het waterniveau te reguleren.

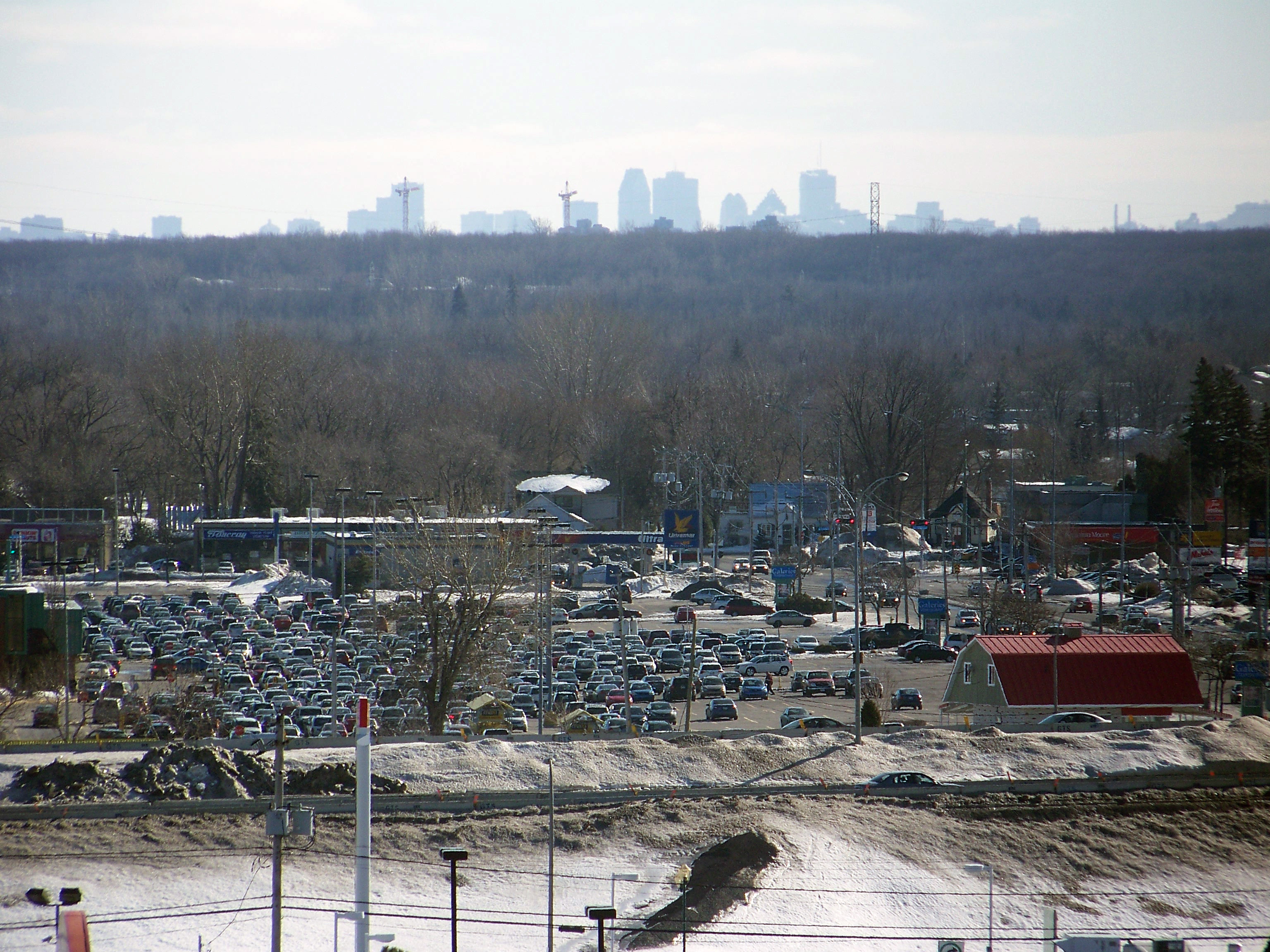
De hoogbouw van Montreal gezien vanuit Terrebonne